# Рецептер, Владимир Эмануилович
Владимир Эмануилович Рецептер (род. 14 февраля 1935, Одесса) — советский и российский актёр, режиссёр и писатель, пушкинист. Народный артист Российской Федерации (2003), Лауреат Государственной премии Российской Федерации (2000) и Премии Президента Российской Федерации (2018). Член Всероссийского театрального общества (1960), Союза писателей СССР (1979) и Союза кинематографистов СССР. Член редакционного совета журнала «Театральная жизнь», член Союза писателей Санкт-Петербурга и Международного ПЕН-клуба.

## Биография
Владимир Рецептер родился в Одессе.
Отец — Эмануил Абрамович Рецептер, кадровый советский офицер-кавалерист, член КПСС; после демобилизации из армии на различных административных должностях. Мать — Елизавета Абрамовна Дворкина, историк, кандидат исторических наук, ученица академика М. В. Нечкиной.
Окончил филологический факультет Среднеазиатского университета в Ташкенте (1957) и актёрский факультет Ташкентского театрально-художественного института (1960). С 1959 года выступал на сцене Ташкентского русского драматического театра имени М. Горького, главным режиссёром которого тогда был А. О. Гинзбург, приобрёл известность благодаря спектаклю А. Михайлова «Гамлет», с которым много гастролировал, в том числе в Москве, и в 1962 году был приглашён в Ленинградский Большой драматический театр. С 1964 года снимался в кино, поставил ряд моноспектаклей по Шекспиру, Пушкину, Грибоедову, Ираклию Абашидзе и своим пьесам. Художественный руководитель литературно-драматургической (Пушкинской) студии Ленконцерта, в музее Фёдора Достоевского (1977—1984), с 1992 основатель и бессменный художественный руководитель Государственного Пушкинского театрального центра в Санкт-Петербурге и театра «Пушкинская школа» (с 2006).
Печатается как поэт, прозаик и эссеист в журналах: «Юность» (Стихи — 1988, № 10), «Звезда» (Стихи — 1994, № 8), «Согласие» (1994, № 1—2), «Знамя» (1996, № 9), «НМ» (Стихи — 1997, № 3), «Огонёк» (1990, № 13). Ведёт исследования в области пушкинистики; подготовил издание «Возвращение пушкинской „Русалки“» (СПб., 1997). Опубликовал воспоминания: «Прощай, БДТ! Из записок театрального отщепенца» — журнал «Знамя», 1996, № 11. Пьеса «Великий трагик Эдмунд Кин» поставлена Рижским ТЮЗом (1990, реж. Адольф Шапиро), пьеса «Пётр и Алексей» Псковским театром им. А. С. Пушкина (1994, реж. В. Радун). Пьеса «Прощай, БДТ!» Государственным театром наций (1995). Инсценировка романа Бориса Пастернака «Доктор Живаго» («Тетрадь Юрия Живаго») поставлена самим Владимиром Рецептером в Ленинградском театре драмы и комедии на Литейном (1988). Поставил более 20 спектаклей в Государственном Пушкинском театральном центре и театре «Пушкинская школа».

## Книги
- Актёрский цех. — Ташкент: 1962.
- Литература и театр. — Л.: Знание, 1974. — 32с.
- Опять пришла пора: Стихи. — Ташкент: Издательство литературы и искусства имени Гафура Гуляма, 1974. — 102 с.
- Письма от Гамлета. — Ташкент.: Молодая гвардия, 1977.
- Вид с моста. — Л.: Советский писатель, 1978. — 112 с.
- Представление: Стихи. — Л.: Лениздат, 1982. — 112 с.
- Открытая дверь. — Л.: Советский писатель, 1986. — 168 с.
- Возвращение: Стихи. — Ташкент: Издательство литературы и искусства имени Гафура Гуляма, 1987. — 280 с.
- Монолог старого актёра. — М.: Правда, 1988. — 48 с.
- Прошедший сезон, или Предлагаемые обстоятельства. — Л.: Искусство, 1989. — 224 с. — ISBN 5-210-00434-1.
- До третьего звонка: Стихи. — М.: Огонёк, 1991.
- Узлов, или Обращение к Казанове: Роман. — СПб: Новая литература, 1994. — 192 с. — ISBN 5-85080-024-7.
- Прощай, БДТ. — СПб.: Русско-Балтийский информационный центр „БЛИЦ“, 2000. — 320 с. — ISBN 5-86789-112-7.
- Ностальгия по Японии: Романы, повесть. — М.: Вагриус, 2001. — 444 с. — ISBN 5-264-00692-X.
- Сквозь прозу: Книга стихов. — СПб.: Русско-Балтийский информационный центр „БЛИЦ“, 2004. — 416 с.
- Жизнь и приключения артистов БДТ. — М.: Вагриус, 2005. — 494. — ISBN 5-475-00096-4[5].
- Записки театрального отщепенца. — СПб: Издательство журнала «Звезда», 2005. — 536 с. — ISBN 5-94214-080-4.
- Прощание с библиотекой: Книга стихов. — М.: Время, 2007. — 368 с. — ISBN 5-9691-0132-X[6].
- Ворон в Таврическом: Книга стихов — СПб.: Балтийские сезоны, 2009. — 80 с. — ISBN 978-5-903368-25-9.
- На Фонтанке водку пил: Сборник. — М.: АСТ; Астрель, 2011. — 701 с. — ISBN 978-5-17-070387-6, ISBN 978-5-271-31266-3.
- День, продлевающий дни… — СПб.: Издательство журнала «Звезда», 2014. — 72 с.
- Тайный знак. Книга стихов 2014—2015. — СПб.: Издательство журнала «Звезда», 2015. — 80 с.
- Принц Пушкин или Драматическое хозяйство поэта. — СПб: Издательство журнала «Звезда», 2015. — 560 с. — ISBN 978-5-7439-0186-9.
- Булгаковиада. — СПб: Союз писателей Санкт-Петербурга, 2018. — 256 с.
- Смерть Сенеки, или Пушкинский центр: Роман // Знамя. — 2019[7].
- А. С. Пушкин. Театр. — СПб.: Пушкинский театральный центр, 2019[8].

## Роли в театре
1959 — 1962. Ташкентский русский драматический театр им. М. Горького
- «Преступление и наказание» Ф. М. Достоевского; режиссёр О. Чернова — Раскольников
- «Гамлет» У. Шекспира; режиссёр А. Михайлов — Гамлет
- «Третья голова» М. Эме; режиссёр А. Михайлов — Валонен

1963 — 1987. Большой драматический театр им. М. Горького
- 1963 — «Перед ужином» В. Розова; режиссёр В. Голиков — Григорий
- 1963 — «Горе от ума» А. Грибоедова; режиссёр Г. А. Товстоногов — Чацкий
- 1963 — «Варвары» М. Горького; режиссёр Г. А. Товстоногов — Степан Лукин (ввод)
- 1963 — «Карьера Артуро Уи» Б. Брехта; режиссёр Э. Аксер — Инна
- 1964 — «Ещё раз про любовь» Э. Радзинского; режиссёр Ю. Е. Аксёнов — Евдокимов
- 1965 — «Три сестры» А. П. Чехова; режиссёр Г. А. Товстоногов — Тузенбах
- 1966 — «Мещане» М. Горького; режиссёр Г. А. Товстоногов — Пётр
- 1966 — «…Правду! Ничего, кроме правды!» Д. Аля, режиссёр Г. А. Товстоногов — Чернышевский ( Полная версия фильма «Правду! Ничего, кроме правды!» (Государственный фонд телевизионных и радиопрограмм)  на YouTube)
- 1970 — «Третья стража» Г. Капралова, С. Туманова, режиссёр Г. А. Товстоногов — Илья Сац
- 1971 — «Выпьем за Колумба!» Л. Жуховицкого; режиссёры Г. А. Товстоногов и Ю. Е. Аксёнов — Чесноков
- 1971 — «Лица» по Ф. Достоевскому; инсценировка и режиссура В. Э. Рецептера
- 1973 — «Бедная Лиза» по Н. Карамзину; режиссёр М. Г. Розовский — Эраст
- 1975 — «Протокол одного заседания» А. Гельмана; режиссёр Г. А. Товстоногов — Черников
- 1976 — «Дачники» М. Горького; режиссёр Г. А. Товстоногов — Рюмин
- 1980 — «Роза и Крест» А. Блока; режиссёр В. Рецептер — Бертран

С 1992. Государственный Пушкинский театральный центр в Санкт-Петербурге
- 1997 — «Диалоги» по А. С. Пушкину.
- 1998 — «История читательских заблуждений, или Возвращение пушкинской Русалки» (моноспектакль).
- 2001 — «Table Talk, или Кто убил барона Филиппа?» По трагедии «Скупой рыцарь» А. С. Пушкина; — Барон
- 2003 — «Монарх» («Пётр и Алексей») по материалам «Истории Петра» А. С. Пушкина (моноспектакль).
- 2009 — «Роза и крест» А. Блока; — Бертран
- 2009 — «Сцены из рыцарских времён» («Perpetuum mobile») по «Скупому рыцарю» и «Сценам из рыцарских времён» А. С. Пушкина; — От театра
- 2011 — «Хроника времён Бориса Годунова» по Н. М. Карамзину, А. С. Пушкину, М. П. Мусоргскому; — Лицо от театра

## Режиссёрские работы
1959 — 1962. Ташкентский русский драматический театр имени М. Горького
- «Бабьи сплетни» К. Гольдони

1962 — 1987. Большой драматический театр имени М. Горького
- 1969 — «Диалоги» («Разговор книгопродавца с поэтом», «Сцена из Фауста», «Набросок к замыслу о Фаусте», «Моцарт и Сальери» А. С. Пушкина)
- 1971 — «Лица» («Бобок» и «Сон смешного человека» Ф. М. Достоевского)
- 1980 — «Роза и крест» А. А. Блока

Литературная композиция:
- 1969 — «Король Генрих IV» У. Шекспира; режиссёр Г. Товстоногов

1978 — 1984. Пушкинская литературно-драматическая студия Ленконцерта при Музее Ф. М. Достоевского
- «Предположение о „Русалке“» В. Э. Рецептера,
- «Моцарт и Сальери» А. С. Пушкина
- «Каменный гость» А. С. Пушкина
- «Пир во время чумы» А. С. Пушкина

С 1992. Государственный Пушкинский театральный центр в Санкт-Петербурге
- 1994 — «Моцарт и Сальери» А. С. Пушкина
- 1995 — «Я шёл к тебе…» по А. С. Пушкину (совместно со Псковским академическим театром драмы имени А. С. Пушкина и Российским академическим театром драмы имени А. С. Пушкина)
- 1997 — «Пушкин. Диалоги» по А. С. Пушкину
- 1998 — «История читательских заблуждений, или Возвращение пушкинской Русалки» (моноспектакль)
- 1996 — «Пушкин. Диалоги. Версия 1998»
- 1999 — «Пушкинский концерт. Репетиция». Совместно с А. Девотченко
- 2001 — «Table Talk, или Кто убил барона Филиппа?» По трагедии А. С. Пушкина «Скупой рыцарь».
- 2002 — «Пушкин. Диалоги. Версия 2002». По «Сцене из Фауста», «Наброскам к замыслу о Фаусте», трагедии «Моцарт и Сальери» и стихотворениям А. С. Пушкина
- 2002 — «Пушкинский урок». По стихотворениям, эпиграммам и другим произведениям А. С. Пушкина
- 2003 — «Монарх» («Петр и Алексей») В. Рецептера (по материалам «Истории Петра» А. С. Пушкина) (моноспектакль)
- 2003 — «Два романа» («Роман в письмах» и «Марья Шонинг» А. С. Пушкина)
- 2004 — «Горе от ума» А. С. Грибоедова
- 2004 — «Жил на свете рыцарь бедный…» по А. С. Пушкину (Совместно с Санкт-Петербургской государственной академией театрального искусства)
- 2006 — «Русалка» А. С. Пушкина
- 2007 — «Дон Гуан и другие» («Каменный гость», «Моцарт и Сальери», «Пир во время чумы» А. С. Пушкина)
- 2009 — «Роза и крест» А. А. Блока (совместно с Российским государственным академическим Большим драматическим театром имени Г. А. Товстоногова)
- 2009 — «Сцены из рыцарских времён» («Perpetuum mobile») по «Скупому рыцарю» и «Сценам…» А. С. Пушкина
- 2010 — «Гамлет» У. Шекспира (перевод Б. Пастернака)
- 2011 — «Хроника времён Бориса Годунова» по Н. М. Карамзину, А. С. Пушкину, М. П. Мусоргскому
- 2012 — «Горе от ума» А. С. Грибоедова
- 2013 — «Роза и Крест» А. А. Блока
- 2013 — «Маскарад» М. Ю. Лермонтова
- 2014 — «А. С. Пушкин. Фауст и другие» — двенадцать произведений А. С. Пушкина, неизвестных широкому зрителю.
- 2015 — «Странный монарх» В. Рецептера (по материалам «Истории Петра» А. С. Пушкина)
- 2015 — «Сказка о Салтане и Гвидоне…» А. С. Пушкина
- 2016 — «Анджело, или …ничего лучше я не написал» По произведениям А. С. Пушкина, У. Шекспира и Л. А. Сенеки
- 2016 — «Свадьба Кречинского» А. В. Сухово-Кобылина
- 2016 — «Вальс имени Гоголя» по повести Н. В. Гоголя «Записки сумасшедшего»
- 2017 — «Ревизор» Н. В. Гоголя
- 2017 — «Полтава» А. С. Пушкина
- 2017 — «Четыре сказки» А. С. Пушкина
- 2018 — «Невский проспект» Н. В. Гоголя
- 2018 — «Скоморохи» А. С. Пушкина и В. А. Гаврилина

## Работы на телевидении
- 1963 — «Кюхля» по Ю. Тынянову (телеспектакль); режиссёр А. Белинский — Александр Сергеевич Грибоедов
- 1969 — «Смерть Вазир-Мухтара» по Ю. Тынянову (телеспектакль); режиссёры: Р. Сирота, В. Рецептер —  Грибоедов
- 1971 — «Фиеста» (телеспектакль); режиссёр С. Юрский
- 1984 — Убийце — Гонкуровская премия (телеспектакль) — Гастон Симони, поэт, председатель комитета по присуждению премии

## Фильмография
- 1963 — Два воскресенья — От автора
- 1964 — Поезд милосердия — Низвецкий
- 1965 — Лебедев против Лебедева — Олег Лебедев
- 1966 — Путешествие (Папа, сложи!) — Сергей
- 1968 — Первый курьер — Арсений Докумыга, студент-словесник, подпольщик и предатель
- 1968 — Мальчишки (Это именно я) — Эдуард Иванович, учитель физики
- 1971 — Красный дипломат. Страницы жизни Леонида Красина — Герман
- 1971 — Мещане — Пётр
- 1972 — Заячий заповедник
- 1974 — Этот чудак Андерсен — Андерсен
- 1974 — Шахматная новелла — рассказчик
- 1976 — Обычный месяц — Семён Александрович Лепин
- 1976 — Ура! У нас каникулы! — Владимир Георгиевич
- 1978 — Комиссия по расследованию — Зайцев
- 1980 — Мой папа — идеалист — Аркадий Гринько
- 1985 — Грядущему веку — Валдис Карлович Пупче

## Награды и премии

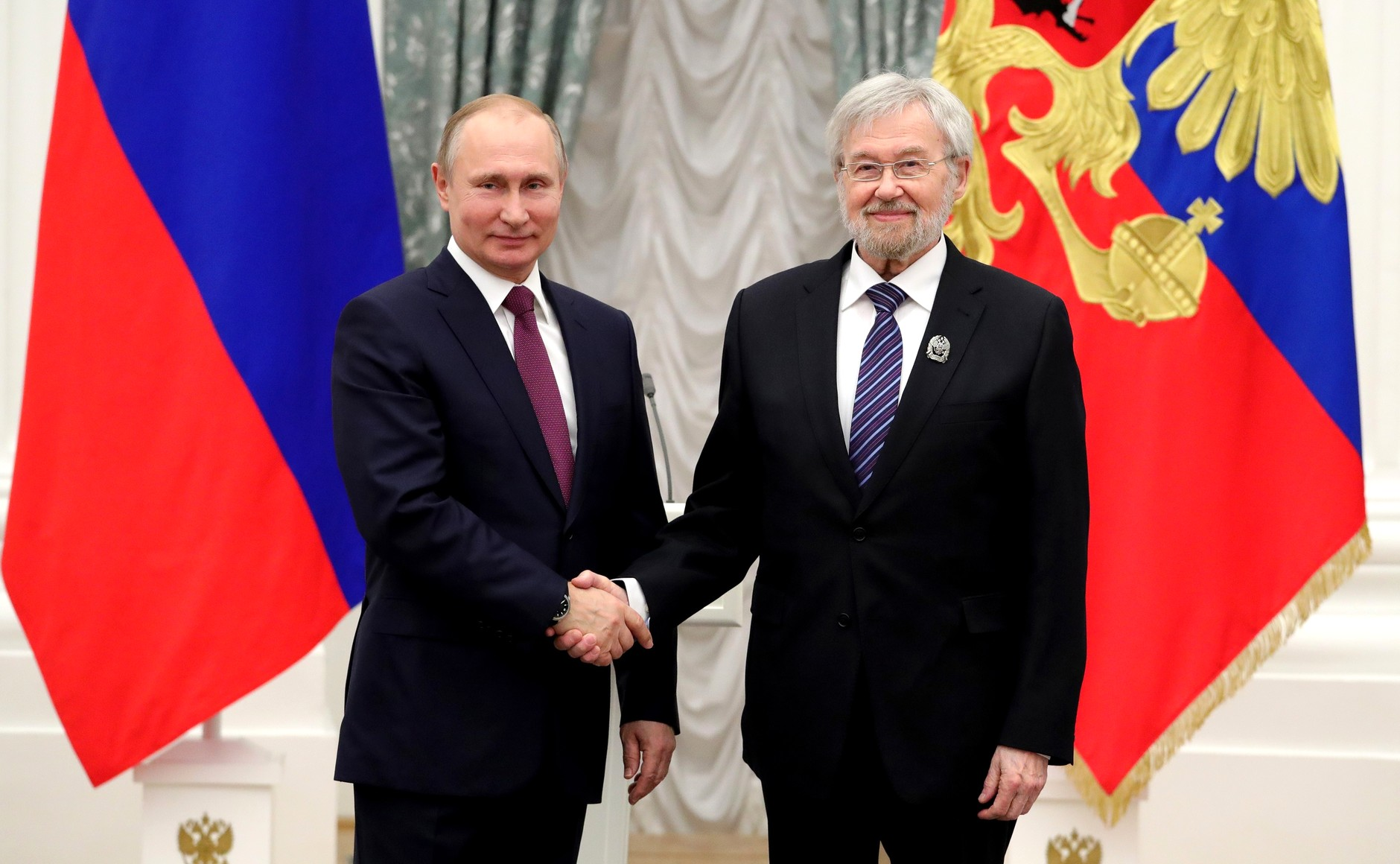
На церемонии вручения Премии Президента в области литературы и искусства за произведения для детей и юношества,
6 апреля 2018 года

- Лауреат Всероссийского конкурса артистов эстрады (1964)
- Лауреат Всероссийского пушкинского конкурса (1970)
- Заслуженный артист РСФСР (19 сентября 1979 года) — за заслуги в области советского театрального искусства[9]
- Медаль Пушкина (4 июня 1999 года) — в ознаменование 200-летия со дня рождения А.С.Пушкина, за заслуги в области культуры, просвещения, литературы и искусства[10]
- Государственная премия Российской Федерации 1999 года в области просветительской деятельности (9 июня 2000 года) — за международные рождественские фестивали искусств, программы «Весь мир — наш дом», «Театр «Глобус» — детям-сиротам»[11].
- Премия фонда «Знамя» (2001)
- Народный артист Российской Федерации (29 ноября 2003 года) — за большие заслуги в области искусства[12]
- Почётный диплом Законодательного Собрания Санкт-Петербурга (20 апреля 2005 года) — за большой личный вклад в развитие культуры и литературы в Санкт-Петербурге и в связи с 70-летием со дня рождения[13].
- Орден Почёта (25 января 2008 года) — за заслуги в области культуры и искусства, многолетнюю плодотворную деятельность[14].
- Специальный диплом Новой Пушкинской премии «За верное служение Пушкину» (2011)
- Почётная грамота Президента Российской Федерации (3 марта 2016 года) — за заслуги в развитии культуры, средств массовой информации и многолетнюю плодотворную деятельность[15]
- Премия фонда имени Д. С. Лихачёва за вклад в сохранение культурного наследия России (2016)
- Премия Президента Российской Федерации в области литературы и искусства за произведения для детей и юношества (19 марта 2018 года) — за просветительскую деятельность[16][17]
- Российская национальная театральная премия «Золотая маска» «За выдающийся вклад в развитие театрального искусства» (2018)[18]
- Орден «За заслуги перед Отечеством» IV степени (6 апреля 2021 года) — за заслуги в развитии отечественной культуры и искусства, многолетнюю плодотворную деятельность[19]